# Magherafelt
Magherafelt es una localidad situada en el distrito de Mid Úlster de Irlanda del Norte (Reino Unido), con una población en 2011 de 8819 habitantes.
Se encuentra ubicada en el centro de Irlanda del Norte, a poca distancia al oeste del lago Neagh, el mayor de las islas británicas.